# 白井健三郎
白井 健三郎（しらい けんざぶろう、1917年12月12日 - 1998年2月13日）は、日本の文芸評論家、フランス文学者、翻訳家。

## 略歴
東京市神田区（現千代田区神田）出身。
1943年東京帝国大学文学部仏文科卒業。1948年慶應義塾大学講師、1952年経済学部助教授、1954年学習院大学文学部フランス文学科助教授、1961年教授。1988年定年退任、名誉教授。
1995年勲三等瑞宝章を受章。
1998年逝去。享年80。

## 概略
戦時中に、福永武彦、中村真一郎たちが中心となったマチネ・ポエティクに参加し、数編の日本語による定型押韻詩や小説を遺した。その後のアルベール・カミュやジャン＝ポール・サルトルの著書の翻訳紹介で知られる。晩年はジャック・デリダを中心とするフランス現代思想の研究に軸足を移した。
全共闘運動では学生を支援したことで知られる。また、澁澤龍彦が訳したマルキ・ド・サドの『悪徳の栄え』の猥褻性をめぐる「サド裁判」では埴谷雄高・遠藤周作とともに特別弁護人を務めた。
妻はシャンソン歌手の小海智子（白井とも子）。日本初のバイオリズム研究家、白井勇治郎は兄。慶應義塾大学名誉教授の白井浩司とは苗字と生年が同じで、ともにサルトル紹介者として有名だが、親戚関係はない。

## 著書
- 『体験 小品集』（河出書房、方舟叢書）1949
- 『現代フランス文学研究』（未來社） 1954
- 『実存主義と革命』（現代思潮社） 1960
- 『14人の革命家像 レーニンからゲバラまで』（編著、綜合評論社） 1972
- 『異常が正常をあばくとき』（朝日出版社） 1972
- 『実存と虚無』（朝日出版社） 1972
- 『知と権力』（三一書房） 1981
- 『ルー・ザロメ ニーチェ・リルケ・フロイトを生きた女』（風信社） 1985年

## 翻訳
- 『狂犬』（ジルベール・シゴー、月曜書房） 1951
- 『正義の人々』（アルベエル・カミユ、加藤道夫共訳、新潮社、現代フランス戯曲叢書）1953
- 『奇妙な遊び』（ロジェ・ヴァイヤン、渡辺淳共訳、白水社） 1953
- 『マルクス主義論争』（J・P・サルトル, C・ルフォール、ダヴィッド社） 1955
- 『スイスのロビンソン』（ウィース、東京創元社、世界少年少女文学全集） 1957
- 『総和と余剰』全3部 （アンリ・ルフェーヴル、森本和夫共訳、現代思潮社） 1959 - 1961
- 『幸福論』（アラン、平凡社、世界教養全集） 1961、のち旺文社文庫、のち集英社文庫
- 『サドは有罪か』（ボーヴォワール、現代思潮社） 1961
- 『ジャン・クリストフ』上 （ロマン・ロラン、旺文社文庫） 1965
- 『シチュアシオン』（人文書院、サルトル全集31-32） 1965 - 1966：他の巻にも参加
- 『狭き門 / 田園交響楽』（アンドレ・ジード、社会思想社、現代教養文庫） 1965
- 『実存と虚無』（編訳、平凡社、現代人の思想2） 1967
- 『ひとつの立場』（アンリ・ルフェーブル、紀伊国屋書店） 1970
- 『アルベレス、ボワデッフル』（フランツ・カフカ、理想社） 1972
- 『戯曲 審判 / 城』（カフカ原作、マックス・ブロート, アンドレ・ジイド, ジャン＝ルイ・バロオ脚色、塚越敏共訳、人文書院） 1973
- 『アルケオロジー宣言』（ミシェル・フーコー、朝日出版社、エピステーメー選書） 1977
- 『尖筆とエクリチュール ニーチェ・女・真理』（ジャック・デリダ、朝日出版社、エピステーメー叢書） 1979
- 『ヘーゲルの時代』（ジャック・デリダ、日本ブリタニカ） 1980
- 『哲学における最近の黙示録的語調について』（ジャック・デリダ、朝日出版社） 1984
- 『芸術家の肖像、一般』（フィリップ・ラクー＝ラバルト、守中高明共訳、朝日出版社） 1988

## 記念論文集
- 『彷徨の祝祭』（白井健三郎古稀記念論文集編集委員会、朝日出版社） 1986

## 論文
- Cinii